# 大場満郎
大場 満郎（おおば みつろう、1953年1月10日 - ）は、日本の冒険家。山形県出身。「アースアカデミー・大場満郎冒険学校」主宰。

## 経歴・活動
- 1953年	山形県最上町満沢で農家の長男として生まれる。
- 1973年	山形県立農業経営研究所卒。家業の農業を父から引き継ぐ。世界の農業に興味を持ち、中国、ヨーロッパ、アフリカの農業を視察。29歳まで農業に従事。
- 1983年	冒険旅行を兼ねてアマゾン河6,000kmを筏で下り、アマゾン周域の農業を視察。
- 1985年	グリーンランド西海岸1,400km単独歩行。
- 1986年	北磁極往復900km単独歩行。出発到着地レゾリュート。
- 1987年	カナダ北極圏2,000km単独徒歩行。
- 1989年	冬期シベリア、カトウニ川200km徒歩行。
- 1991年6月～10月 環境音楽家のポール・ウィンターの農場に住み込み、無農薬野菜の栽培を行う。
- 1992年	国際隊によるカナダ・ハドソン湾西岸犬ぞり訓練。
- 1994年	ロシアからカナダへの北極海単独徒歩横断挑戦（第1回）。到着地／ワードハント島（カナダ最北端）
- 1995年	北極海単独徒歩横断挑戦（第2回）
- 1996年	北極海単独徒歩横断挑戦（第3回）
- 1997年	北極海単独徒歩横断挑戦、北極点を通過してカナダ側へ到着、成功。
- 1998年	グリーンランド内陸氷床でノルウェー人からパラセールを学ぶ
- 1998年	カナディアン・ロッキーにて雪上パラセール訓練
- 1999年	南極大陸単独徒歩横断挑戦、南極点を通過して海岸線付近へ至り成功（ギネスホームページに掲載）。世界初の両極単独歩行横断を果たした。
- 2000年4月～6月「北磁極をめざす第1回冒険ウオーク2000」スタート（北極圏への旅を実施。環境教育の一環として、氷河、山、野生動植物等を観察。）
- 2000年
  - 6月3日《’99植村直己冒険賞》受賞
  - 5月「アースアカデミー・大場満郎冒険学校」スタート
- 2002年
  - 8月「小学生と東海道500kmを歩く旅」（ズームインSUPER!で放送）
  - 12月～2003年1月、「真冬の冒険合宿」（ズームインSUPER!で放送）
- 2003年	「冬の大冒険 みちのく180キロの歩き旅」（ズームインSUPER!で放送）
- 2004年5月 地球縦回り一周の旅、第1弾「グリーンランド縦断」に成功。
- 2005年3月～4月	地球縦回り一周の旅、第2弾「カナダ北極圏の旅」。
- 2006年7月「大場満郎とゆく：おくのほそ道 新発見」を行う。

## 書籍
- 「地球は、俺らのステージだ。」- 徳間書店 1986年
- 「極限に挑む男の遺書」- 黙出版 1996年
- 「北極の日本晴れ」- 光文社 1997年
- 「約束」- アスペクト 1998年
- 「笑って死ねる人生がいい」- 集英社インターナショナル 2000年
- 「南極大陸単独横断行」- 講談社 2001年2月20日
- 「冒険家先生の課外授業」- 海竜社 2005年2月10日

## 受賞歴
- 朝日スポーツ賞
- テレビ朝日スポーツ賞
- 河北文化賞
- 山形県県民栄誉賞[1]
- 最上徳内賞
- 植村直己冒険賞
- 雪だるま大賞
- 山形県最上町 町民栄誉賞
- 山形新聞3P賞平和賞
- 97明るい山形MVP賞